# 安曇野市立穂高北小学校
安曇野市立穂高北小学校（あづみのしりつほたかきたしょうがっこう）は、長野県安曇野市穂高有明にある公立小学校。

## 沿革
- 1968年（昭和43年）4月1日 - 穂高町立有明小学校と北穂高小学校が統合し、穂高町立穂高北小学校となり、それぞれ有明部校、北穂高部校となる[1]。
- 1970年（昭和45年）4月1日 - 新校舎が落成し、両部校を統合する。
- 2005年（平成17年）10月1日 - 南安曇郡豊科町・穂高町・三郷村・堀金村と東筑摩郡明科町が合併して安曇野市となったことに伴い、安曇野市立穂高北小学校に改称。

## 校歌
- 務台理作 作詞
- 飯沼信義 作曲

## 学区
- 安曇野市穂高有明、穂高北穂高[2]

## 卒業後の進路
卒業生は公立中学校に進学する場合、基本的に穂高西中学校へ進学する。

## 交通
- JR大糸線有明駅から 約1.8km